# روبرت وودورد
روبرت وودورد (Robert Burns Woodward) هو كيميائي أمريكي ولد في 10 أبريل 1917 وتوفي في 8 يوليو 1979.
ولد روبرت وودورد في بوسطن ودرس في معهد تكنولوجيا ماساتشوستس. بين 1941 و 1963 درس الكيمياء في جامعة هارفرد. في سنة 1963 أصبح مدير معهد وودورد للأبحاث في بازل بسويسرا. مع الكيميائي الأمريكي وليلم دورينغ استخرج سنة 1944 مادة الكينين. استطاع كذلك سنة 1951 استخراج الكولسترول والكورتزون. في سنة 1954 أدار الأبحاث لاستخراج مادة سترشنين.
تحصل سنة 1965 على جائزة نوبل في الكيمياء على أبحاثه في مجال المضادات الحيوية.

## روابط خارجية
- روبرت وودورد على موقع الموسوعة البريطانية (الإنجليزية)
- روبرت وودورد على موقع مونزينجر (الألمانية)
- روبرت وودورد على موقع إن إن دي بي (الإنجليزية)